# Villa rustica 1 (Schondorf am Ammersee)
Die Villa rustica 1 auf der Gemarkung Unterschondorf der Gemeinde Schondorf am Ammersee im oberbayerischen Landkreis Landsberg am Lech wurde 1924 von Heinrich Blendinger mit Schülern freigelegt. Die Villa rustica der römischen Kaiserzeit am südlichen Ende von Schondorf ist ein geschütztes Bodendenkmal.
Es wurde ein römisches Badegebäude am Ufer des Ammersees freigelegt. Im Jahr 2005 wurde der Grundriss des Gebäudes mit Kies markiert und eine Stele errichtet.